# Jean Vogt
Jean Vogt, né à Strasbourg le 13 mars 1929 où il est mort le 5 juin 2005, est un géologue, sismologue et historien français.

## Biographie
Jean Vogt, né à Strasbourg le 13 mars 1929, est un géologue et historien alsacien. Enfant, il passe ses vacances à Wissembourg, « auprès de grands-parents issus, [disait-il], d'une lignée de fabricants d'allumettes, ce qui faisait, [ajoutait-il avec humour], que depuis lors il sentait le soufre ! ». D'où, sans doute, l'attrait qu'il a pour les campagnes d'Alsace, du pays de Bade, qu'il connaît si bien, et du Palatinat, qui sont l'objet de son Diplôme d'études supérieures en 1951 puis de sa thèse en 1963. Il se forme à l'Université de sa ville natale, avec Jean Tricard. Il effectue de nombreux voyages dans le monde, à l'instar d'un globe trotter, dans le cadre de sa spécialisation en géomorphologie,.
Il meurt le 5 juin 2005 à Strasbourg,.

## Publications
Jean Vogt publie de nombreux ouvrages et articles, ainsi que des cartes géologiques, notamment  sur Persée,,.